# Here Comes The Change
«Here Comes The Change» (рус. Здесь приходит изменение) — сингл американской певицы Кеши из саундтрека к фильму «По половому признаку». Выпущен 19 сентября 2018 года.

## Предыстория и релиз
15 сентября Кеша начала в своём instagram-аккаунте обратный отсчёт до выхода новой песни, днём позже она выпустила тизер композиции. 19 сентября состоялась премьера песни, а также официального лирик-видео.

## Музыкальное видео
Музыкальное видео транслировалось в прямом эфире 24 октября 2018 года в 13:00 по восточному поясному времени. Кеша в прямом эфире общалась с фанатами одновременно. Предварительный просмотр видео был выпущен 21 октября 2018 года.
Музыкальное видео показывает партии Кеши в черно-белом исполнении, она поёт на барабанах и гитаре. Её роли переплетаются со сценами из фильма.
Режиссёр Йонас Окерлунд, тот же режиссёр, который снял клип «Praying».

## Чарты и продажи

### Позиции в чартах
| Страна (2018)      | Высшее место |
| ------------------ | ------------ |
| Австралия          | 1            |
| Бельгия (Валлония) | 6            |
| Бельгия (Фландрия) | 3            |
| Канада             | 1            |
| Нидерланды         | 4            |
| Финляндия          | 7            |
| Франция            | 11           |
| Ирландия           | 5            |
| Новая Зеландия     | 1            |
| Норвегия           | 3            |
| Швеция             | 4            |
| Великобритания     | 5            |
| Соединённые Штаты  | 1            |
| Россия             | 1            |

## Хронология релиза
| Регион            | Дата выпуска      | Лейблы        | Формат                         |
| ----------------- | ----------------- | ------------- | ------------------------------ |
| Россия            | 21 сентября, 2018 | RCA           | Цифровая дистрибуция           |
| Соединённые Штаты | 19 сентября, 2018 | Kemosabe, RCA | Цифровая дистрибуция, CD-сингл |
| Великобритания    | 26 декабря, 2018  | RCA           | Цифровая дистрибуция, CD-сингл |